# José María Contursi
José María Contursi (Lanús, Provincia de Buenos Aires; 31 de octubre de 1911-11 de mayo de 1972; Capilla del Monte, Provincia de Córdoba) fue un letrista argentino de tango. 
Fue autor de una gran cantidad de letras de tango entre las que se destacan En esta tarde gris, Gricel, Como dos extraños, Sombras nada más, Toda mi vida, entre otros.

## Biografía
Hijo de Hilda Briamo y de Pascual Contursi de quien heredó en forma innegable las dotes de letrista del tango. Cursó el secundario en el Colegio San José. Su padre falleció en el año 1932 luego de una enfermedad mental que lo mantuvo incapacitado en sus últimos años.
Creció durante su adolescencia dentro del círculo de amigos de su padre en donde abundaban las referencias al tango y a la vida bohemia de principios de siglo. Dentro de esta vida bohemia cultivaba la afición al turf (fue propietario de caballos de carrera), a los romances y al club de fútbol San Lorenzo de Almagro.
Fue locutor de Radio Stentor en Buenos Aires, crítico cinematográfico en distintos diarios, como El Líder, funcionario del Ministerio de Agricultura, secretario de SADAIC.

## Trabajo y obra artística
En 1933 nace su primera obra: Tu nombre, con música de Raúl Portolés. Sus letras son acordes a su contexto social y en su estilo y temática se diferencia de su padre por cuestiones generacionales, y por la representación de una clase social más elevada que se puede ver en la poca utilización del lunfardo.
Su vida amorosa y sus desengaños fueron descritos en sus letras de tango, teniendo al tango Gricel como el más representativo. Representa la historia de amor que inspiró las letras más bellas del tango.  Él tenía 24 años, estaba casado y era locutor de Radio Stentor en Buenos Aires cuando conoció a Susana Gricel Vigano, una jovencita de 15 años que, de visita en la ciudad, había acudido a los estudios de la emisora para presenciar la realización del programa. Allí nació el amor que la convertiría en la gran musa del tango.
La melancolía y la desesperación amorosa son los tópicos más recurrentes en sus letras. Es autor de un poemario titulado El chango Carmen y otros poemas serranos.

## Vida sentimental
Su vida sentimental fue el germen de su prolífico trabajo de compositor de tango. Estuvo casado con Alina Zárate, con quien tuvieron cuatro hijos. El único hijo varón, Lucio Contursi, falleció muy joven víctima de cáncer. Sus otras hijas fueron Ethel, Amalia y Alicia Hebe.
Pese a estar casado con Alina, mantuvo una relación sentimental con Susana Gricel Viganó, cuya juventud y hermosura lo enamoraron y a quien dedicó el tango «Gricel». Después de varios años de encuentros a escondidas, principalmente en la localidad de Capilla del Monte, Córdoba, decide dedicarse a su familia, en Buenos Aires. Aunque nunca olvidó a Gricel. 
Luego de años, José María enviudó, en 1955, y Susana Gricel fue abandonada por su esposo Jorge Camba. Gracias a la ayuda de Ciriaco Ortiz en el año 1962 pudieron reencontrarse. El amor se mantuvo y se prolongó a través del casamiento por iglesia en el año 1967 (él era viudo y ella era casada pero solo por casamiento civil)
Gricel, su enamorada, vivió en Capilla del Monte (Córdoba) hasta su muerte, el 25 de julio de 1994 víctima de un derrame cerebral.

## Fallecimiento
Contursi falleció el 11 de mayo de 1972 en Capilla del Monte. Sus restos se encuentran en el panteón de SADAIC.

## Composiciones musicales
- Gricel
- En esta tarde gris
- Quiero verte una vez más
- A mí no me hablen de tango
- Al verla pasar
- Alondras
- Bajo un cielo de estrellas
- Cada vez que me recuerdes
- Claveles blancos
- Como aquella princesa
- Como dos extraños
- Como me puse a llorar
- Con mi perro
- Cosas olvidadas
- Cristal
- Culpable
- Desagravio
- Entre la lluvia
- Es mejor perdonar
- Esclavo
- Esta noche de copas
- Garras
- Han pasado tantos años
- Has de volver un día
- Jamás vendrás a mí
- Junto a tu corazón
- La noche que te fuiste
- Las cosas que me han quedado
- Más allá
- Mi tango triste o Tango triste
- Milonga de mis amores
- Mis amigos de ayer
- Para qué
- Pena de amor
- Otra vez Gricel
- Quiero verte una vez más
- Si de mí te has olvidado
- Sin esperanza
- Sin lágrimas
- Sólo tu
- Sombras... Nada más!
- Tabaco
- Toda mi vida
- Tú
- Tu piel de jazmín
- Valsecito amigo
- Verdemar
- Vieja amiga
- Y la perdí
- Y no puede ser